# Creatonotos marginalis
Creatonotos marginalis är en fjärilsart som beskrevs av Walker 1855. Creatonotos marginalis ingår i släktet Creatonotos och familjen björnspinnare. Inga underarter finns listade i Catalogue of Life.